# 生死罗布泊
《生死罗布泊》是2012年由中华人民共和国国土资源部、中国地质调查局、中国共产党新疆维吾尔自治区委员会宣传部、新疆维吾尔自治区广播电视局、华夏电影发行有限公司、国投新疆罗布泊钾盐有限责任公司、天山电影制片厂联合拍摄的彩色故事片。由董玲执导，王洛勇、杨圣文、艾尼瓦尔·阿不拉伊提主演。讲述的是8名地质工作者为寻找中国缺少的钾盐，进入罗布泊腹地考察时面临生死抉择和考验的故事。
《生死罗布泊》是第十二届全国精神文明建设“五个一工程”获奖作品，并在第15届中国电影华表奖中，提名优秀故事影片。也是中国共产党第十八次全国代表大会的献礼重点影片。

## 剧情简介
1970年代，中国98%的钾盐依靠进口。而位于三条河交汇处的罗布泊，则被地质工作者们认为存在着丰富的钾盐资源。为了证实这个推测，曾进入罗布泊考察的地质学家郑建刚（王洛勇 饰）、冷嵋（杨圣文 饰）夫妇又发起了一次对罗布泊的科学考察。科考队由郑建刚、冷嵋夫妇，复员军人阿扎提（艾尼瓦尔·阿不拉伊提 饰）等8人，共三辆车组成。不日，科考队出发。出发初期还算顺利，但没过几日，罗布泊的恶劣条件开始袭扰科考队。水源地旁的沼泽、难以察觉的灰坑使科考队的3名队员刘胜、老陈、尼加提牺牲，并失去一辆车。科考队抵达罗布泊最低点罗中后，开始对当地勘探以寻找含钾盐的卤水。然而随着勘探工作的进行，科考队面对的仅是一个个干涸的探坑，加之之前的队员牺牲事件的影响，科考队弥漫着失望的气息。
冷嵋此时提出或因地质变化，卤水集中在罗布泊北部的罗北凹地。但此时科考队的补给已经消耗大半，如果去罗北凹地，注定会面对补给短缺的问题。郑建刚、冷嵋、阿扎提决定驾车前往，其他人留守驻地以节省燃油。前往罗北凹地的三人又遇车祸，不得不弃车徒步，不过三人顺利的在罗北凹地挖出高浓度钾盐的卤水。在和驻地人员汇合后，科考队踏上了返程之路。然而仅剩一辆车的科考队先遇迷路，后又遭遇爆胎，加上缺水缺粮，让科考队面临着无法顺利离开罗布泊的绝境。队员们决定兵分三路，由三队人分别带着卤水样本徒步离开罗布泊。最终阿扎提牺牲，郑建刚失踪，仅冷嵋、卡西木，艾小青三人成功获救。
近20年后的1998年，随着罗布泊钾盐资源被正式列入“国土资源大调查”重点项目。冷嵋再一次回到罗布泊，在“罗布泊之魂”纪念碑前为丈夫和殉职的同事们献上了由自己团队打出的一壶卤水。随后，罗布泊钾盐工业基地也得以兴建。时至今日，罗布泊地区已成为世界最大的硫酸钾生产基地。

## 故事背景
中国长期面临钾资源不足的境况，年产氯化钾无法满足这个人口数量多的农业大国消费量。寻找钾资源成为六五计划以来连续数个中国五年计划的重点攻关项目。然而长期以来，除柴达木盆地外，钾盐找矿鲜有突破。塔里木盆地的罗布泊地区第四纪构造沉积环境的演化历史和柴达木盆地类似，且有相近的成钾条件，罗布泊成为新的找矿靶区。虽然人类对罗布泊进行过数次科学考察，但自然条件恶劣，交通不便使得对罗布泊的地质研究工作不详细且存在空白。
1980年代开始，中国科学院新疆分院、中国地质科学院矿床地质研究所、新疆地矿局等单位数次对罗布泊地区进行考察。1995年，在中华人民共和国地质矿产部（今中华人民共和国国土资源部）等部门的支持下，新疆地矿局和原地质矿产部遥感中心合作的科研调查组首次对“罗北凹地”进行考察，并发现埋藏于此的第四纪盐层中的卤水钾矿。经过几次专题研究和调查项目后，计算出“罗北凹地”卤水氯化钾资源量达2.5亿吨。电影《生死罗布泊》基于此背景创作。电影中郑建刚、冷嵋的原型就是彭加木、夏训诚、王弭力等中国地质人。

## 剧本创作
电影《年青的一代》后，中国大陆近半个世纪鲜有有影响讲述地质故事的电影。在《年青的一代》男主演杨在葆的建议下，中华人民共和国国土资源部决定创作反映当代肖继业（《年青的一代》主角）形象，讴歌地质“三光荣”“四特别”（即以献身地质事业为荣、以找矿立功为荣、以艰苦奋斗为荣；特别能吃苦、特别能战斗、特别能攻关、特别能奉献）精神的电影。于是，长期以地质文学为主要创作方向的作家黄世英应邀开始这部电影的文学创作。黄世英用了五年时间完成电影剧本的创作，期间他8次进疆，2次进入罗布泊，采访数以百计的职工和家属，采访手记超20万字。最终九易其稿，完成《罗布泊》电影剧本，该电影剧本获得2010年夏衍杯创意电影剧本。

## 拍摄制作
电影最初名为《罗布泊》。虽然电影剧本获奖，但多家电影制片厂因拍摄难度大而拒绝了该片的拍摄工作。直到找到天山电影制片厂后，才决定组稿、拍摄。2011年9月26日，电影在新疆巴音郭楞蒙古自治州若羌县开机拍摄。电影由中华人民共和国国土资源部、中国地质调查局、中国共产党新疆维吾尔自治区委员会宣传部、新疆维吾尔自治区广播电视局、华夏电影发行有限公司、国投新疆罗布泊钾盐有限责任公司、天山电影制片厂联合拍摄，新疆地质调查局、新疆305项目办公室协助拍摄。
导演董玲在完成电影《杨善洲》的拍摄任务后，就带领超过百人的摄制组到达罗布泊腹地进行拍摄，拍摄期间环境条件较差，主创团队面对不同的困难。两个多月的拍摄过程中，剧组曾遇到大风把地表盐粒吹起，形成白茫茫一片的白毛风。在制作电影中吞噬车的灰坑时，不仅需要将几十公里外的材料运往罗布泊腹地，还需要花费数天时间砸开地表坚硬的盐壳。除此之外，主创团队还面临迷路、沙暴、断粮缺水等困难。电影拍摄之初，主演王洛勇面对着角色郑建刚矛盾的感性和理性，使得他一度不自信，不得不反复揣摩角色。电影拍摄的同时，天山电影制片厂副厂长高黄刚则在筹集电影后期制作的经费。电影《生死罗布泊》前后共投资近1300万元人民币，是当时新疆本土斥资最高且演职人员阵容最强的工业题材故事片。为了制造视觉效果，天山电影制片厂还首次采用胶片双机、升降双炮进行拍摄。并利用航拍等方式记录了罗布泊的戈壁碱滩、雅丹地貌等特殊地貌。电影于2011年11月完成拍摄，顺利杀青。

## 上映票房
2012年5月21日，电影《生死罗布泊》首映式在人民大会堂举行，首映式由中华人民共和国国土资源部、中国共产党新疆维吾尔自治区委员会、国家广电总局联合举办。全国人民代表大会常务委员会副委员长司马义·铁力瓦尔地，中国人民政治协商会议全国委员会副主席阿不来提·阿不都热西提、孙家正等出席首映式并接见了主创人员。
电影《生死罗布泊》于2012年5月22日于中国上映，首日票房4.2万元人民币。累计票房近205.4万元人民币。累计观影人次超过5.5万。

## 评选称号
| 奖项                             | 类别       | 获奖或入围者                                 | 结果 | 來源   |
| -------------------------------- | ---------- | -------------------------------------------- | ---- | ------ |
| 第15届中国电影华表奖             | 优秀故事影 | 《生死罗布泊》                               | 提名 | [ 14 ] |
| 第12届精神文明建设“五个一工程”奖 | 电影       | 《生死罗布泊》（新疆维吾尔自治区党委宣传部） | 獲獎 | [ 15 ] |

除提名或获奖外，2012年10月，在中国共产党中央委员会宣传部和国家广播电视总局的联合推荐下，《生死罗布泊》入选十八大献礼重点影片。

## 电影特色
除了讲述中国地质工作者的艰辛、展示新疆罗布泊的自然条件外，电影还通过不同方面展示了新疆的民俗。电影中出现了如馕、罗布人烤鱼等新疆特有的饮食民俗。也有当汉族科考队员询问是否要喝酒时，身为维吾尔族的成员卡西木回答道：“酒嘛，装瓶子里水一样，喝到肚子里火一样；装瓶子里小绵羊一样，喝肚子里大灰狼一样。”从而婉拒饮酒的情节，通过人物性格加上少数民族口音的普通话展示了新疆少数民族幽默、机智的民族性格。另外，电影周还使用了维吾尔族木卡姆、维吾尔族民歌等传统音乐作为电影的背景音乐。